# Wereldkampioenschappen schaatsen junioren 2013
De wereldkampioenschappen schaatsen junioren 2013 vonden van 22 tot en met 24 februari plaats op de onoverdekte kunstijsbaan Arena Ritten in het Italiaanse Klobenstein (Collalbo). Het was de 42e editie van het WK voor junioren en na het WK junioren van 2002 de tweede editie in Klobenstein en in totaal de vijfde editie in Italië. Het toernooi telde in tegenstelling tot enkele eerdere edities niet mee voor de wereldbeker junioren.
Naast de allroundtitels voor jongens (42e) en meisjes (41e) en de wereldtitels in de ploegenachtervolging voor landenteams (12e) waren er dit jaar voor de vijfde keer wereldtitels op de afstanden te verdienen. De jongens streden voor de titel op de 2x500, 1000, 1500 en 5000 meter en de meisjes voor de titel op de 2x500, 1000, 1500 en 3000 meter.
Aan het toernooi deden schaatsers uit eenentwintig landen mee.

## Programma
Vanwege de sneeuw werd het programma op de zondag uitgesteld, maar kon wel gewoon doorgang vinden.
| Programma                                                        | Programma                                                                      | Programma                                                                                 |
| vrijdag 22 februari                                              | zaterdag 23 februari                                                           | zondag 24 februari                                                                        |
| ---------------------------------------------------------------- | ------------------------------------------------------------------------------ | ----------------------------------------------------------------------------------------- |
| 1e 500 m meisjes 1e 500 m jongens 1500 m meisjes 3000 m jongens* | 2e 500 m jongens 1000 m meisjes 1500 m jongens 3000 m meisjes* 5000 m jongens* | 2e 500 m meisjes 1000 m jongens Ploegenachtervolging meisjes Ploegenachtervolging jongens |

* Kwartetstart bij de 3000m meisjes, 3000m (allround) en 5000m jongens.

## Limiettijden
Om te mogen starten in de wereldkampioenschappen schaatsen junioren 2013 moest de schaatser aan de volgende limiettijden hebben voldaan.
| Geslacht | 500m  | 1000m   | 1500m   | 3000m   | 5000m                            | Allround        |
| -------- | ----- | ------- | ------- | ------- | -------------------------------- | --------------- |
| Jongens  | 38,00 | 1.16,00 | 1.58,00 | —       | 7.05,00 (5 km) of 4.05,00 (3 km) | 4.05,00 (3 km)  |
| Meisjes  | 42,00 | 1.25,00 | 2.12,00 | 4.45,00 | —                                | 2.10,00 (1500m) |

## Nederlandse deelnemers
Nederland werd bij de jongens vertegenwoordigd door Paul-Yme Brunsmann, Gerben Jorritsma en Thijs Roozen in het allroundtoernooi. Kai Verbij reed de 500, 1000 en 1500 meter en Lennart Velema alleen de 500 en de 1000. Brunsmann, Jorritsma en Verbij reden daarnaast ook nog de ploegenachtervolging.
Bij de meisjes werd Nederland vertegenwoordigd door Reina Anema, Antoinette de Jong en Jade van der Molen in het allroundtoernooi. Leeyen Harteveld reed de 500 en 1000 meter. Julia Berentschot zou oorspronkelijk het allroundtoernooi rijden, maar kon vanwege ziekte niet aan de start verschijnen. Ze was nog wel ingeschreven op de 3000 meter maar moest ook die afstand aan zich voorbij laten gaan. De drie allroundsters Anema, De Jong en Van der Molen reden daarnaast ook nog de ploegenachtervolging.

## Medaillewinnaars kampioenschappen
| Onderdeel | Goud                                                         | Zilver                                                | Brons                                                            |
| --------- | ------------------------------------------------------------ | ----------------------------------------------------- | ---------------------------------------------------------------- |
| 2x500 m   | Tsubasa Hasegawa                                             | Im Joon-hong                                          | Kim Jun-ho                                                       |
| 1000 m    | Im Joon-hong                                                 | Kai Verbij                                            | Lennart Velema                                                   |
| 1500 m    | Seo Jeong-su                                                 | Junya Miwa                                            | Simen Spieler Nilsen                                             |
| 5000 m    | Emery Lehman                                                 | Andrea Giovannini                                     | Simen Spieler Nilsen                                             |
| Allround  | Seo Jeong-su                                                 | Simen Spieler Nilsen                                  | Andrea Giovannini                                                |
| Team      | Team Italië Andrea Giovannini Andrea Stefani Nicola Tumolero | Team Zuid-Korea Kim Yeong-jin Seo Jeong-su So Han-jae | Team Japan Junya Miwa Shota Nakamura Masahito Obayashi           |
|           |                                                              |                                                       |                                                                  |
| 2x500 m   | Kim Hyun-yung                                                | Vanessa Bittner                                       | Kako Yamane                                                      |
| 1000 m    | Vanessa Bittner                                              | Miho Takagi                                           | Antoinette de Jong                                               |
| 1500 m    | Miho Takagi                                                  | Kaitlyn McGregor                                      | Antoinette de Jong                                               |
| 3000 m    | Antoinette de Jong                                           | Miho Takagi                                           | Kaitlyn McGregor                                                 |
| Allround  | Miho Takagi                                                  | Antoinette de Jong                                    | Kaitlyn McGregor                                                 |
| Team      | Team Japan Ayano Sato Miho Takagi Saori Toi                  | Team Zuid-Korea Heo Yoon-hee Nam Ji-eun Park Cho-won  | Team Nederland Reina Anema Antoinette de Jong Jade van der Molen |

## WK afstanden
2x 500 m jongens
| Rang   | Schaatser          | Land | Punten | Tijd 1     | Tijd 2     |
| ------ | ------------------ | ---- | ------ | ---------- | ---------- |
| Goud   | Tsubasa Hasegawa   | JPN  | 71,810 | 35,76 (1)  | 36,05 (1)  |
| Zilver | Im Joon-hong       | KOR  | 72,210 | 35,89 (2)  | 36,32 (2)  |
| Brons  | Kim Jun-ho         | KOR  | 72,920 | 36,35 (3)  | 36,57 (4)  |
| 4      | Lennart Velema     | NED  | 73,160 | 36,48 (4)  | 36,68 (5)  |
| 5      | Kai Verbij         | NED  | 73,250 | 36,71 (9)  | 36,54 (3)  |
| 6      | Yuto Fujino        | JPN  | 73,370 | 36,58 (6)  | 36,79 (6)  |
| 7      | Konstantin Nikitin | RUS  | 73,620 | 36,55 (5)  | 37,07 (9)  |
| 8      | Junya Miwa         | JPN  | 73,750 | 36,88 (10) | 36,87 (7)  |
| 9      | Vincent De Haître  | CAN  | 73,850 | 36,94 (11) | 36,91 (8)  |
| 10     | Piotr Michalski    | POL  | 74,120 | 36,98 (12) | 37,14 (11) |

2x 500 m meisjes
| Rang   | Schaatsster         | Land | Punten | Tijd 1     | Tijd 2     |
| ------ | ------------------- | ---- | ------ | ---------- | ---------- |
| Goud   | Kim Hyun-yung       | KOR  | 79,640 | 39,89 (1)  | 39,75 (1)  |
| Zilver | Vanessa Bittner     | AUT  | 80,100 | 40,15 (2)  | 39,95 (2)  |
| Brons  | Kako Yamane         | JPN  | 80,820 | 40,57 (4)  | 40,25 (3)  |
| 4      | Shi Xiaoxuan        | CHN  | 81,210 | 40,40 (3)  | 40,81 (6)  |
| 5      | Kaitlyn McGregor    | SUI  | 81,590 | 40,57 (4)  | 41,02 (11) |
| 6      | Jelizaveta Kazelina | RUS  | 81,770 | 40,89 (6)  | 40,88 (9)  |
| 7      | Sarah Warren        | USA  | 81,960 | 40,91 (7)  | 41,05 (12) |
| 8      | Doreen Lamb         | GER  | 82,030 | 40,96 (8)  | 41,07 (13) |
| 9      | Tang Wen            | CHN  | 82,050 | 41,25 (9)  | 40,80 (4)  |
| 10     | Kwak Hae-ri         | KOR  | 82,160 | 41,31 (10) | 40,85 (7)  |

1000 m jongens
| Rang   | Schaatser            | Land | Tijd    |
| ------ | -------------------- | ---- | ------- |
| Goud   | Im Joon-hong         | KOR  | 1.11,37 |
| Zilver | Kai Verbij           | NED  | 1.11,67 |
| Brons  | Lennart Velema       | NED  | 1.11,81 |
| 4      | Junya Miwa           | JPN  | 1.11,86 |
| 5      | Tsubasa Hasegawa     | JPN  | 1.12,60 |
| 6      | Vladimir Pinhukov    | RUS  | 1.12,70 |
| 7      | Vincent De Haître    | CAN  | 1.12,71 |
| 8      | Yang Fan             | CHN  | 1.12,73 |
| 9      | Simen Spieler Nilsen | NOR  | 1.13,21 |
| 10     | Yuto Fujino          | JPN  | 1.13,25 |

1000 m meisjes
| Rang   | Schaatser          | Land | Tijd    |
| ------ | ------------------ | ---- | ------- |
| Goud   | Vanessa Bittner    | AUT  | 1.18,72 |
| Zilver | Miho Takagi        | JPN  | 1.19,03 |
| Brons  | Antoinette de Jong | NED  | 1.19,23 |
| 4      | Kim Hyun-yung      | KOR  | 1.19,52 |
| 5      | Kaitlyn McGregor   | SUI  | 1.20,13 |
| 6      | Saori Toi          | JPN  | 1.20,61 |
| 7      | Leeyen Harteveld   | NED  | 1.20,92 |
| 8      | Reina Anema        | NED  | 1.21,43 |
| 9      | Park Cho-won       | KOR  | 1.21,47 |
| 10     | Kate Hanly         | CAN  | 1.21,72 |

1500 m jongens
| Rang   | Schaatser            | Land | Tijd    |
| ------ | -------------------- | ---- | ------- |
| Goud   | Seo Jeong-su         | KOR  | 1.50,27 |
| Zilver | Junya Miwa           | JPN  | 1.50,65 |
| Brons  | Simen Spieler Nilsen | NOR  | 1.51,04 |
| 4      | Kai Verbij           | NED  | 1.51,57 |
| 5      | Thijs Roozen         | NED  | 1.51,63 |
| 6      | Yang Fan             | CHN  | 1.51,91 |
| 7      | Liu Yiming           | CHN  | 1.52,12 |
| 8      | Shota Nakamura       | JPN  | 1.52,21 |
| 9      | Andrea Giovannini    | ITA  | 1.52,54 |
| 10     | Vincent De Haître    | CAN  | 1.52,85 |

1500 m meisjes
| Rang   | Schaatser                 | Land | Tijd    |
| ------ | ------------------------- | ---- | ------- |
| Goud   | Miho Takagi               | JPN  | 2.01,56 |
| Zilver | Kaitlyn McGregor          | SUI  | 2.02,06 |
| Brons  | Antoinette de Jong        | NED  | 2.02,80 |
| 4      | Park Cho-won              | KOR  | 2.03,97 |
| 5      | Ayano Sato                | JPN  | 2.05,13 |
| 6      | Vanessa Bittner           | AUT  | 2.05,36 |
| 7      | Reina Anema               | NED  | 2.05,64 |
| 8      | Nam Ji-eun                | KOR  | 2.06,20 |
| 9      | Jade van der Molen        | NED  | 2.06,56 |
| 10     | Aleksandra Stshelkonogova | RUS  | 2.07,38 |

5000 m jongens
| Rang   | Schaatser            | Land | Tijd    |
| ------ | -------------------- | ---- | ------- |
| Goud   | Emery Lehman         | USA  | 6.38,76 |
| Zilver | Andrea Giovannini    | ITA  | 6.43,50 |
| Brons  | Simen Spieler Nilsen | NOR  | 6.45,16 |
| 4      | Seo Jeong-su         | KOR  | 6.46,25 |
| 5      | Yang Fan             | CHN  | 6.48,33 |
| 6      | Viktor Hald Thorup   | DEN  | 6.51,61 |
| 7      | Gerben Jorritsma     | NED  | 6.51,69 |
| 8      | Nils van der Poel    | SWE  | 6.52,50 |
| 9      | Edwin Park           | USA  | 6.53,10 |
| 10     | Junya Miwa           | JPN  | 6.53,20 |

3000 m meisjes
| Rang   | Schaatser            | Land | Tijd    |
| ------ | -------------------- | ---- | ------- |
| Goud   | Antoinette de Jong   | NED  | 4.19,56 |
| Zilver | Miho Takagi          | JPN  | 4.20,30 |
| Brons  | Kaitlyn McGregor     | SUI  | 4.20,81 |
| 4      | Jade van der Molen   | NED  | 4.21,34 |
| 5      | Park Cho-won         | KOR  | 4.25,96 |
| 6      | Jelizaveta Kazelina  | RUS  | 4.26,31 |
| 7      | Reina Anema          | NED  | 4.29,28 |
| 8      | Vanessa Bittner      | AUT  | 4.30,42 |
| 9      | Nam Ji-eun           | KOR  | 4.32,92 |
| 10     | Aleksandra Kapruziak | POL  | 4.34,38 |

## WK allround

### Jongens
De klasseringen tussenhaakjes zijn de resultaten onderling in het allroundtoernooi.
| Rang   | Schaatsster          | Land | 500m       | 3000m        | 1500m        | 5000m        | Punten  |
| ------ | -------------------- | ---- | ---------- | ------------ | ------------ | ------------ | ------- |
| Goud   | Seo Jeong-su         | KOR  | 37,64 (7)  | 3.52,87 (2)  | 1.50,27 (1)  | 6.46,25 (4)  | 153,832 |
| Zilver | Simen Spieler Nilsen | NOR  | 37,16 (4)  | 3.55,11 (4)  | 1.51,04 (2)  | 6.45,16 (3)  | 153,874 |
| Brons  | Andrea Giovannini    | ITA  | 37,64 (7)  | 3.52,84 (1)  | 1.52,54 (7)  | 6.43,50 (2)  | 154,309 |
| 4      | Yang Fan             | CHN  | 36,88 (3)  | 3.58,51 (8)  | 1.51,91 (4)  | 6.48,33 (5)  | 154,767 |
| 5      | Gerben Jorritsma     | NED  | 36,80 (2)  | 3.57,61 (6)  | 1.52,90 (8)  | 6.51,69 (7)  | 155,203 |
| 6      | Shota Nakamura       | JPN  | 36,78 (1)  | 3.59,13 (9)  | 1.52,21 (6)  | 6.57,13 (10) | 155,751 |
| 7      | Emery Lehman         | USA  | 39,28 (19) | 3.53,94 (3)  | 1.53,60 (9)  | 6.38,76 (1)  | 156,012 |
| 8      | Thijs Roozen         | NED  | 37,48 (5)  | 3.57,25 (5)  | 1.51,63 (3)  | 6.57,86 (11) | 156,017 |
| 9      | Liu Yiming           | CHN  | 37,58 (6)  | 4.02,64 (17) | 1.52,12 (5)  | 7.01,75 (17) | 157,568 |
| 10     | Paul-Yme Brunssman   | NED  | 37,70 (9)  | 4.00,65 (10) | 1.53,94 (10) | 6.59,56 (14) | 157,744 |

### Meisjes
De klasseringen tussenhaakjes zijn de resultaten onderling in het allroundtoernooi.
| Rang   | Schaatsster        | Land | 500m       | 1500m        | 1000m        | 3000m        | Punten  |
| ------ | ------------------ | ---- | ---------- | ------------ | ------------ | ------------ | ------- |
| Goud   | Miho Takagi        | JPN  | 39,88 (1)  | 2.01,56 (1)  | 1.19,03 (2)  | 4.20,30 (2)  | 163,298 |
| Zilver | Antoinette de Jong | NED  | 40,75 (4)  | 2,02,80 (3)  | 1,19,23 (3)  | 4,19,56 (1)  | 164,558 |
| Brons  | Kaitlyn McGregor   | SUI  | 40,57 (3)  | 2.02,06 (2)  | 1.20,13 (4)  | 4.20,81 (3)  | 164,789 |
| 4      | Vanessa Bittner    | AUT  | 40,15 (2)  | 2.05,36 (6)  | 1.18,72 (1)  | 4.30,42 (7)  | 166,366 |
| 5      | Park Cho-won       | KOR  | 42,58 (15) | 2.03,97 (4)  | 1.21,47 (6)  | 4.25,96 (5)  | 168,964 |
| 6      | Jade van der Molen | NED  | 42,35 (11) | 2.06,56 (9)  | 1.22,02 (8)  | 4.21,34 (4)  | 169,102 |
| 7      | Reina Anema        | NED  | 42,16 (10) | 2.05,64 (7)  | 1.21,43 (5)  | 4.29,28 (6)  | 169,635 |
| 8      | Nam Ji-eun         | KOR  | 41,83 (7)  | 2.06,20 (8)  | 1.21,90 (7)  | 4.32,92 (8)  | 170,332 |
| 9      | Ayano Sato         | JPN  | 41,45 (5)  | 2.05,13 (5)  | 1.22,17 (9)  | 4.36,62 (14) | 170,348 |
| 10     | Han Mei            | CHN  | 41,82 (6)  | 2.09,16 (11) | 1.23,87 (13) | 4.35,73 (10) | 172,763 |

## WK ploegenachtervolging

### Kwalificatie
Jongens
De ploegenachtervolging voor jongens werd over acht ronden verreden. De twee landen met de snelste tijden streden om goud en zilver, de landen met de derde en vierde tijd streden om het brons.
| Nr. | Team                                                                | Tijd     |
| --- | ------------------------------------------------------------------- | -------- |
| 1   | Team Zuid-Korea Kim Yeong-jin Seo Jeong-su So Han-jae               | 3,59,59  |
| 2   | Team Italië Andrea Giovannini Andrea Stefani Nicola Tumolero        | 4.03,49  |
| 3   | Team Noorwegen Magnus Kristensen Simen Spieler Nilsen Sæves         | 4.05,39  |
| 4   | Team Japan Junya Miwa Shota Nakamura Masahito Obayashi              | 4.07,78  |
| 5   | Team Zweden David Andersson Hampus Larsson Nils van der Poel        | 4.08,63  |
| 6   | Team Nederland Paul-Yme Brunsmann Gerben Jorritsma Kai Verbij       | 4.08,91  |
| 7   | Team Duitsland Manuel Gras Rene Kessler Felix Maly                  | 4.09,72  |
| 8   | Team Canada Vincent De Haître Benjamin Donnelly Daniel Dubreuil     | 4.11,08  |
| 9   | Team China Liu Yiming Yang Zhendong Zhang Chengrui                  | 4.15,29  |
| 10  | Team Rusland Michail Kazelin Yevgeny Nazarov Vladimir Pinhukov      | 4.16,19  |
| 11  | Team Kazachstan Ivan Arzhanikov Aleksandr Klenko Dmitriy Morozov    | 4.16,34  |
| 12  | Team Polen Piotr Michalski Aleksander Puszkarski Kamil Ziemba       | 4.16,88  |
| 13  | Team Wit-Rusland Anton Kapustin Dmitry Listratenko Artyom Tsygankov | 4.18,35  |
| —   | Team Verenigde Staten Steven Hartman Emery Lehman Edwin Park        | NF (val) |

Meisjes
De ploegenachtervolging voor meisjes werd over zes ronden verreden. De twee landen met de snelste tijden streden om goud en zilver, de landen met de derde en vierde tijd streden om het brons.
| Nr. | Team                                                                      | Tijd     |
| --- | ------------------------------------------------------------------------- | -------- |
| 1   | Team Japan Ayano Sato Miho Takagi Saori Toi                               | 3.14,66  |
| 2   | Team Zuid-Korea Heo Yoon-hee Nam Ji-eun Park Cho-won                      | 3.15,98  |
| 3   | Team Nederland Reina Anema Antoinette de Jong Jade van der Molen          | 3.17,11  |
| 4   | Team Rusland Aleksandra Katsjoerkina Jelizaveta Kazelina Marina Salnikova | 3.18,76  |
| 5   | Team Canada Noémie Fiset Kate Hanly Josie Spence                          | 3.24,50  |
| 6   | Team China Han Mei Shi Xiaoxuan Tang Wen                                  | 3.24,55  |
| 7   | Team Duitsland Leia Behlau Doreen Lamb Sophie Reinländer                  | 3.24,71  |
| 8   | Team Noorwegen Anne Gulbrandsen Sofie Haugen Marte Vatn                   | 3.25,17  |
| 9   | Team Kazachstan Mariya Sizova Alyona Stapstova                            | 3.28,54  |
| 10  | Team Verenigde Staten Clare Jeong Jaclyn Rowe Jerica Tandiman             | 3.29,63  |
| 11  | Team Tsjechië Eliska Drímalová Natálie Tauchenová Nikola Zdráhalová       | 3.34,03  |
| 12  | Team Wit-Rusland Natalya Khramtsova Mariya Krotova Tatyana Stambrovskaya  | 3.39,01  |
| —   | Team Polen Magdalena Czyszczon Aleksandra Kapruziak Urszula Wlodarczyk    | NF (val) |

### Finales
Jongens
| Rit          | Team 1                                                       | Tijd    | Tijd    | Team 2                                                                 |
| ------------ | ------------------------------------------------------------ | ------- | ------- | ---------------------------------------------------------------------- |
| 3e/4e plaats | Team Japan Junya Miwa Shota Nakamura Masahito Obayashi       | 4.01,95 | 4.08,32 | Team Noorwegen Anders B. Furnée Magnus Kristensen Simen Spieler Nilsen |
| 1e/2e plaats | Team Italië Andrea Giovannini Andrea Stefani Nicola Tumolero | 3.56,73 | 3.59,94 | Team Zuid-Korea Kim Yeong-jin Seo Jeong-su So Han-jae                  |

Meisjes
| Rit          | Team 1                                                           | Tijd    | Tijd    | Team 2                                                                    |
| ------------ | ---------------------------------------------------------------- | ------- | ------- | ------------------------------------------------------------------------- |
| 3e/4e plaats | Team Nederland Reina Anema Antoinette de Jong Jade van der Molen | 3.14,22 | 3.21,14 | Team Rusland Aleksandra Katsjoerkina Jelizaveta Kazelina Marina Salnikova |
| 1e/2e plaats | Team Japan Ayano Sato Miho Takagi Saori Toi                      | 3.12,97 | 3.16,12 | Team Zuid-Korea Heo Yoon-hee Nam Ji-eun Park Cho-won                      |